# BISS
BISS (Basic Interoperable Scrambling System) — это система условного доступа для спутниковых каналов связи, разработанная Европейским вещательным союзом (ЕВС) и консорциумом производителей оборудования.
До того, как была разработана система BISS, спутниковые вещатели передавали свой контент либо используя собственные методы скремблирования (шифрования), либо вообще без такового.
Собственные методы шифрования определялись производителями кодирующего оборудования, что накладывало ограничения на тип спутникового ресивера, так как нужно было использовать отдельный ресивер для каждого канала. Разработчиками BISS была сделана попытка сделать открытую универсальную платформу для систем шифрования, которую могли бы использовать все производители оборудования.
Для осуществления защиты в BISS используется 12-значный «ключ сеанса», согласованный передающей и приёмной сторонами до осуществления самой передачи и предварительно введённый в принимающее и передающее оборудование. После шифрования сигнала «ключ сеанса» становится частью передающегося контента, и только приёмник с правильным ключом может принять и раскодировать сигнал.
Спутниковые каналы обычно не вещают исключительно на территорию какого-то конкретного государства (зона покрытия определяется конфигурацией определённого спутникового транспондера), и не весь контент лицензирован для трансляции в другие страны. Таким образом, осуществление вещания в FTA может считаться в определённых случаях нарушением законодательства. По этой причине кодировка BISS до сих пор достаточно популярна и позволяет вещателю формально соблюсти законодательство, притом что пользователю узнать ключ для раскодирования не представляет особой сложности. В частности, такое кодирование актуально на время прямой трансляции международных спортивных событий.
К настоящему моменту эту кодировку не используют операторы платного спутникового телевидения по той причине, что она устарела и её очень легко «вскрыть».